# Lista siturilor arheologice din județul Covasna - O
Lista siturilor arheologice din județul Covasna - O conține toate siturile arheologice din județul Covasna înscrise în Repertoriul Arheologic Național (RAN) și aflate în localități al căror nume începe cu litera O. RAN este administrat de Ministerul Culturii și Patrimoniului Național și cuprinde date științifice, cartografice, topografice, imagini și planuri, precum și orice alte informații privitoare la zonele cu potențial arheologic, studiate sau nu, încă existente sau dispărute.
Puteți căuta un sit din localitățile care încep cu litera O folosind formularul de mai jos sau puteți naviga prin toate siturile din județ la Lista siturilor arheologice din județul Covasna.
| Cod RAN                                  | Denumire | Localitate                | Adresă                                        | Datare                                 | Descoperit                | Coordonate                                      | Imagine           | Erori            |
| ---------------------------------------- | --- | ------------------------- | --------------------------------------------- | -------------------------------------- | ------------------------- | ----------------------------------------------- | ----------------- | ---------------- |
| 64121.01.01 (Cod LMI: CV-I-s-B-13070)    | Așezarea Latene de la Oituz / ansamblu Bordei dacic (Categorie: locuire civilă) (Tip: Așezare)                                         | sat Oituz, comuna Brețcu  |                                               | geto-dacică sec. I a. Chr. - I p. Chr. |                           |                                                 | Încărcați imagine | Raportați eroare |
| 64121.02.01 (Cod LMI: CV-I-s-A-13071)    | Fortificația medievală de la Oituz-Cetatea Rakoczy / ansamblu Cetatea Rákoczi (Categorie: fortificație) (Tip: Fortificație)            | sat Oituz, comuna Brețcu  | Cetatea Rakoczy                               | sec. XIV - XV                          |                           |                                                 | Încărcați imagine | Raportați eroare |
| 63919.01.01 (Cod LMI: CV-I-m-A-13072.02) | Situl arheologic de la Olteni - "Cetatea Fetei" / ansamblu anonim (Categorie: locuire civilă) (Tip: Așezare)                           | sat Olteni, comuna Bodoc  | Cetatea Fetei                                 | Cucuteni - Ariușd                      | F.Laszlo, J. Teutsch 1910 |                                                 | Încărcați imagine | Raportați eroare |
| 63919.01.01 (Cod LMI: CV-I-m-A-13072.02) | Situl arheologic de la Olteni - "Cetatea Fetei" / complex anonim (Categorie: locuire civilă) (Tip: mormânt de incinerație)             | sat Olteni, comuna Bodoc  | Cetatea Fetei                                 | geto-dacică                            | F.Laszlo, J. Teutsch 1910 |                                                 | Încărcați imagine | Raportați eroare |
| 63919.01.02 (Cod LMI: CV-I-m-A-13072.01) | Situl arheologic de la Olteni - "Cetatea Fetei" / ansamblu anonim (Categorie: locuire civilă) (Tip: Așezare fortificată)               | sat Olteni, comuna Bodoc  | Cetatea Fetei                                 | dacică                                 | F.Laszlo, J. Teutsch 1910 |                                                 | Încărcați imagine | Raportați eroare |
| 63919.02.01 (Cod LMI: CV-I-s-A-13073)    | Situl arheologic de la Olteni - Castru roman / ansamblu anonim (Categorie: locuire) (Tip: Castru)                                      | sat Olteni, comuna Bodoc  | în grădina castelului Mikó                    | sec. II - III                          | 1947                      | 45°59′41″N 25°51′13″E / 45.99466°N 25.85363°E   | Încărcați imagine | Raportați eroare |
| 63919.02.01 (Cod LMI: CV-I-s-A-13073)    | Situl arheologic de la Olteni - Castru roman / complex anonim (Categorie: locuire) (Tip: mormânt în sarcofag)                          | sat Olteni, comuna Bodoc  | în grădina castelului Mikó                    |                                        | 1947                      | 45°59′41″N 25°51′13″E / 45.99466°N 25.85363°E   | Încărcați imagine | Raportați eroare |
| 63919.02 (Cod LMI: CV-I-s-A-13073)       | Situl arheologic de la Olteni - Castru roman / ansamblu anonim (Categorie: locuire) (Tip: așezare)                                     | sat Olteni, comuna Bodoc  | în grădina castelului Mikó                    | sec. III - IV                          | 1947                      | 45°59′41″N 25°51′13″E / 45.99466°N 25.85363°E   | Încărcați imagine | Raportați eroare |
| 63919.02 (Cod LMI: CV-I-s-A-13073)       | Situl arheologic de la Olteni - Castru roman / ansamblu anonim (Categorie: locuire) (Tip: așezare)                                     | sat Olteni, comuna Bodoc  | în grădina castelului Mikó                    |                                        | 1947                      | 45°59′41″N 25°51′13″E / 45.99466°N 25.85363°E   | Încărcați imagine | Raportați eroare |
| 63919.03.01                              | Situl arheologic de la Olteni - "Cariera de nisip" / ansamblu anonim (Categorie: locuire civilă) (Tip: Așezare)                        | sat Olteni, comuna Bodoc  | Cariera de nisip/Tag                          | Cucuteni - Ariușd                      | 2000                      | 45°57′32″N 25°50′52″E / 45.95896°N 25.84773°E   | Încărcați imagine | Raportați eroare |
| 63919.03.02                              | Situl arheologic de la Olteni - "Cariera de nisip" / ansamblu anonim (Categorie: locuire civilă) (Tip: Așezare)                        | sat Olteni, comuna Bodoc  | Cariera de nisip/Tag                          | Coțofeni                               | 2000                      | 45°57′32″N 25°50′52″E / 45.95896°N 25.84773°E   | Încărcați imagine | Raportați eroare |
| 63919.03.03                              | Situl arheologic de la Olteni - "Cariera de nisip" / ansamblu anonim (Categorie: locuire civilă) (Tip: Așezare)                        | sat Olteni, comuna Bodoc  | Cariera de nisip/Tag                          | Wietenberg                             | 2000                      | 45°57′32″N 25°50′52″E / 45.95896°N 25.84773°E   | Încărcați imagine | Raportați eroare |
| 63919.03.04                              | Situl arheologic de la Olteni - "Cariera de nisip" / ansamblu anonim (Categorie: locuire civilă) (Tip: Așezare)                        | sat Olteni, comuna Bodoc  | Cariera de nisip/Tag                          | Noua                                   | 2000                      | 45°57′32″N 25°50′52″E / 45.95896°N 25.84773°E   | Încărcați imagine | Raportați eroare |
| 63919.03.05                              | Situl arheologic de la Olteni - "Cariera de nisip" / ansamblu anonim (Categorie: locuire civilă) (Tip: Așezare)                        | sat Olteni, comuna Bodoc  | Cariera de nisip/Tag                          | Sântana de Mureș - Cerneahov sec. IV   | 2000                      | 45°57′32″N 25°50′52″E / 45.95896°N 25.84773°E   | Încărcați imagine | Raportați eroare |
| 63919.03.06                              | Situl arheologic de la Olteni - "Cariera de nisip" / ansamblu anonim (Categorie: locuire civilă) (Tip: neprecizat)                     | sat Olteni, comuna Bodoc  | Cariera de nisip/Tag                          |                                        | 2000                      | 45°57′32″N 25°50′52″E / 45.95896°N 25.84773°E   | Încărcați imagine | Raportați eroare |
| 63919.03.07                              | Situl arheologic de la Olteni - "Cariera de nisip" / ansamblu anonim (Categorie: locuire civilă) (Tip: necropola)                      | sat Olteni, comuna Bodoc  | Cariera de nisip/Tag                          | dacică                                 | 2000                      | 45°57′32″N 25°50′52″E / 45.95896°N 25.84773°E   | Încărcați imagine | Raportați eroare |
| 63919.04.01                              | Așezarea Cucuteni-Ariușd de la Olteni - "În dosul Cetății" / ansamblu anonim (Categorie: locuire civilă) (Tip: Așezare)                | sat Olteni, comuna Bodoc  | În dosul Cetății                              | Cucuteni - Ariușd                      |                           |                                                 | Încărcați imagine | Raportați eroare |
| 63919.05.01                              | Așezarea Ariușd de la Olteni - "Marginea satului" / ansamblu anonim (Categorie: locuire civilă) (Tip: Așezare)                         | sat Olteni, comuna Bodoc  | terenul lui Gy Santho, punct Marginea satului | Cucuteni - Ariușd                      |                           |                                                 | Încărcați imagine | Raportați eroare |
| 63919.06.01                              | Așezarea Latene de la Olteni - "Drumul cu gropi" / ansamblu anonim (Categorie: locuire civilă) (Tip: Așezare)                          | sat Olteni, comuna Bodoc  | Drumul cu gropi                               | geto-dacică                            |                           |                                                 | Încărcați imagine | Raportați eroare |
| 63919.07.01                              | Cetatea medievală de la Olteni - "Vârful Cetății" / ansamblu anonim (Categorie: locuire civilă) (Tip: Cetate)                          | sat Olteni, comuna Bodoc  | Vârful Cetății                                |                                        |                           |                                                 | Încărcați imagine | Raportați eroare |
| 63919.08.01 (Cod LMI: CV-II-m-A-13242)   | Situl arheologic de la Olteni - "Castelul Miko" / ansamblu anonim (Categorie: locuire) (Tip: Castru)                                   | sat Olteni, comuna Bodoc  | Castelul Miko                                 |                                        |                           | 45°58′16″N 25°50′48″E / 45.971093°N 25.846793°E | Încărcați imagine | Raportați eroare |
| 63919.08.02 (Cod LMI: CV-II-m-A-13242)   | Situl arheologic de la Olteni - "Castelul Miko" / ansamblu anonim (Categorie: locuire) (Tip: Castel)                                   | sat Olteni, comuna Bodoc  | Castelul Miko                                 | sec. XVII                              |                           | 45°58′16″N 25°50′48″E / 45.971093°N 25.846793°E | Încărcați imagine | Raportați eroare |
| 64121.03.01                              | Descoperirile Latene de la Oituz / ansamblu anonim (Categorie: neprecizată) (Tip: neprecizat)                                          | sat Oituz, comuna Brețcu  |                                               | dacice sec. I î.Hr.-I d.Hr.            |                           |                                                 | Încărcați imagine | Raportați eroare |
| 64121.04.01                              | Depozitul scitic de la Oituz / ansamblu anonim (Categorie: depozit/tezaur) (Tip: Depozit)                                              | sat Oituz, comuna Brețcu  |                                               | scitică sec. V î.Chr.                  |                           |                                                 | Încărcați imagine | Raportați eroare |
| 64611.01                                 | Toporul de bronz de la Ojdula (Categorie: descoperire izolată) (Tip: obiect izolat)                                                    | sat Ojdula, comuna Ojdula |                                               |                                        |                           |                                                 | Încărcați imagine | Raportați eroare |
| 64648.01.01                              | Așezarea geto-dacică de la Ozun - "La Bălți" / ansamblu anonim (Categorie: locuire civilă) (Tip: Așezare)                              | sat Ozun, comuna Ozun     | La Bălți                                      | geto-dacică sec. I î.Chr. - I d.Chr.   |                           |                                                 | Încărcați imagine | Raportați eroare |
| 64648.01.02                              | Așezarea geto-dacică de la Ozun - "La Bălți" / ansamblu anonim (Categorie: locuire civilă) (Tip: Așezare)                              | sat Ozun, comuna Ozun     | La Bălți                                      | Sântana de Mureș - Cerneahov sec.IV    |                           |                                                 | Încărcați imagine | Raportați eroare |
| 64648.02.01                              | Situl geto-dacic de la Ozun - "Strada Márk" / ansamblu anonim (Categorie: locuire) (Tip: Așezare)                                      | sat Ozun, comuna Ozun     | Strada Márk                                   | geto-dacică                            |                           |                                                 | Încărcați imagine | Raportați eroare |
| 64648.03.01                              | Descoperirea funerară geto-dacică de la Ozun / ansamblu anonim (Categorie: descoperire funerară) (Tip: necropola)                      | sat Ozun, comuna Ozun     |                                               |                                        |                           |                                                 | Încărcați imagine | Raportați eroare |
| 64648.04.01                              | Situl geto-dacic de la Ozun - "Sat" / ansamblu anonim (Categorie: locuire) (Tip: Locuire)                                              | sat Ozun, comuna Ozun     |                                               | geto-dacică                            |                           |                                                 | Încărcați imagine | Raportați eroare |
| 64648.05.01                              | Situl arheologic de la Ozun / ansamblu anonim (Categorie: locuire) (Tip: Așezare)                                                      | sat Ozun, comuna Ozun     |                                               | Cucuteni - Ariușd                      |                           |                                                 | Încărcați imagine | Raportați eroare |
| 64648.05.02                              | Situl arheologic de la Ozun / ansamblu anonim (Categorie: locuire) (Tip: Așezare)                                                      | sat Ozun, comuna Ozun     |                                               | Coțofeni                               |                           |                                                 | Încărcați imagine | Raportați eroare |
| 64648.05.03                              | Situl arheologic de la Ozun / ansamblu anonim (Categorie: locuire) (Tip: Mormânt)                                                      | sat Ozun, comuna Ozun     |                                               |                                        |                           |                                                 | Încărcați imagine | Raportați eroare |
| 64648.06.01                              | Așezarea și necropola Noua de la Ozun - "Spatele Tulgheșului" / ansamblu anonim (Categorie: locuire civilă) (Tip: Așezare)             | sat Ozun, comuna Ozun     | Spatele Tulgheșului                           | Noua                                   |                           |                                                 | Încărcați imagine | Raportați eroare |
| 64648.06.02                              | Așezarea și necropola Noua de la Ozun - "Spatele Tulgheșului" / ansamblu anonim (Categorie: locuire civilă) (Tip: Necropolă birituală) | sat Ozun, comuna Ozun     | Spatele Tulgheșului                           | Noua                                   |                           |                                                 | Încărcați imagine | Raportați eroare |
| 64648.07.01                              | Așezarea geto-dacică de la Ozun - "Cimitirul reformat" / ansamblu anonim (Categorie: locuire civilă) (Tip: Așezare)                    | sat Ozun, comuna Ozun     | Cimitirul reformat                            | geto-dacică sec. I î. Chr - I d.Chr.   |                           |                                                 | Încărcați imagine | Raportați eroare |